# Алехново (Пушкіногорський район)
Алехново (рос. Алехново) — присілок в Пушкіногорському районі Псковської області Російської Федерації.
Населення становить 10 осіб. Входить до складу муніципального утворення Велейська волость.

## Історія
Від 2015 року входить до складу муніципального утворення Велейська волость.

## Населення
| 2001 | 2002 | 2010 |
| ---- | ---- | ---- |
| 9    | ↘5   | ↗10  |